# 卡特琳娜·達維諾
卡特琳娜·達維諾（義大利語：Caterina Davinio，1957年11月25日—），本名瑪莉亞·卡特琳娜·印維迪亞（Maria Caterina Invidia），是一位出生於意大利普利亚大区福贾市的诗人、小說家和新媒體艺术家。她是數位藝術、網路藝術和視訊藝術的創作家，也是1998年意大利網路詩壇的创造者。

## 艺术展览
她参加超过300个国际展览会，其中包括：
- 双年展里昂
- 威尼斯双年展[1][2][3]
- 雅典双年展 [4]
- Poliphonyx（巴塞罗那 - 巴黎）
- 威尼斯诗（威尼斯）（南尼Balestrini主任）
- 罗马诗 （罗马）
- 电子艺术，电影和电视双年展 （罗马）
- 艺术部落  (罗马 现代和当代艺术画廊市政. 阿希尔鲣鱼奥利瓦主任)
- 雅美达 (萨勒诺大学)（薩萊諾）
- CeC & CaC (印度国际中心，新德里，印度)（新德里）
- 标志物 (Orensanz艺术中心，纽约)
- 场愿景 (北京新锐艺术计划)（北京市）
- 艺术家双年展（香港） (香港)
- 国际展览 视觉诗电子诗（伊图 , 巴西巴西）
- 双年展B (阿雷格里港 , 巴西巴西)
- 穆塞奥 Caixa Forum (巴塞罗那）
- 场 愿景 （纽约，实验室图库）（纽约）
- 声音诗歌节（波特蘭 (俄勒岡州) , 美国）
- 泰国 新媒体艺术节（Srinakarinwirot大学 美术学院）（曼谷 , 泰国）

## 出版物

### 小说
- 色彩彩色 (Color Color)，1998年 , ISBN 88-456-0072-6
- 沙发在轨道上(Il sofà sui binari) ，2013。ISBN 978-88-6679-137-9

### 诗
- 串行现象 (Serial Phenomenologies) , 2010  ISBN 978-88-456-1188-9
- 该书鸦片（1975至1990年）(Il libro dell'oppio 1975 – 1990), 2012 ISBN 978-88-6679-110-2
- 在等待世界的尽头 (Waiting for the End of the World), 2012 ISBN 978-88-97171-30-0

### 非小说
- 技术 - 诗歌和虚拟现实 (Techno-Poetry and Virtual Realities), 2002 ISBN 88-88091-85-8
- 虚拟水星内务。行星式和行星际事件(Virtual Mercury House. Planetary & Interplanetary Events), 2012 ISBN 978-88-96760-26-0

## 另请参见
- 未来主义
- 菲利波·托马索·马里内蒂